# Нежный полицейский (фильм, 1978)
«Нежный полицейский» (фр. Tendre poulet) — французский комедийный детектив режиссёра Филиппа де Брока. Фильм вышел на экраны 18 января 1978 года.

## Сюжет
Однажды комиссар полиции Лиз Танкерель сталкивается на улице с мужчиной средних лет и узнаёт в нём бывшего одноклассника Антуана Лемерсье. Между Лиз и Антуаном вспыхивает страсть, однако она не хочет раскрывать ему, профессору греческой истории в Сорбонне, кем работает. В то же время она должна расследовать загадочные убийства депутатов парламента, одно за другим происходящие в Париже: кто-то убивает политиков шилом с изображением леопарда на рукоятке…

## В ролях
- Анни Жирардо — Лиз Танкерель
- Филипп Нуаре — Антуан Лемерсье
- Ги Маршан — Беретти
- Жорж Уилсон — Александр Миньонак
- Юбер Дешамп — Шармиль
- Симона Ренан — Сюзанн
- Катрин Альрик — Кристин Валье

Закадровый перевод НТВ: Ирина Губанова, Алексей Борзунов